# R.E. Grave, Railway Wood
R.E. Grave, Railway Wood is een Britse militaire begraafplaats met gesneuvelden uit de Eerste Wereldoorlog, gelegen in het Belgische dorp Zillebeke, een deelgemeente van Ieper. Deze begraafplaats ligt ongeveer vier km ten oosten van de Grote Markt van Ieper, op een heuvelrug.
Het Cross of Sacrifice geeft de plaats aan waar één officier en elf manschappen van de 177th Tunnelling Company (Royal Engineers) omkwamen tijdens de ondergrondse oorlogvoering tussen november 1915 en augustus 1917. Daarom staan er geen grafzerken, maar zijn hun namen en regimenten op de basis van het Cross of Sacrifice gebeiteld. Ook de volgende tekst is erop te lezen: Beneath this spot lie the bodies of an officer, three N.C.O.'s and eight men of or attached to the 177th Tunnelling Company, Royal Engineers, who were killed in action underground during the defence of Ypres between November, 1915 and August, 1917. Het gedenkteken werd ontworpen door Arthur Hutton en wordt onderhouden door de Commonwealth War Graves Commission.
De unieke begraafplaats zondigt tegen enkele ijzeren regels van de Commonwealth War Graves Commission over de grootte van het Cross of Sacrifice en dat er minstens 40 graven moeten zijn om een Cross of Sacrifice op te richten.

## Geschiedenis
Het bosje achter het offerkruis werd door de Britten "Railway Wood" genoemd, naar de vlakbij gelegen spoorlijn Ieper-Roeselare. De heuvelrug waarop de begraafplaats ligt werd Bellewaerde Ridge genoemd en was door het strategisch belang bijna de hele oorlog lang toneel van hevige gevechten, zowel bovengronds als ondergronds. Tot juni 1915 zou de heuvel nog enkele malen van kamp wisselen, waarna de frontlijn tot aan de Derde Slag om Ieper (1917) praktisch onveranderd bleef. Beide partijen groeven zich in en de gevechten werden vanaf dan vooral ondergronds gevoerd door het graven van tunnels om ondergrondse mijnen onder de stelling van de vijand te plaatsen. De 177th Tunnelling Company was lange tijd in deze sector actief, waardoor zij veel manschappen verloor in deze ondergrondse oorlogsvoering. In de omgeving zijn nog vele kleine en grotere mijnkraters zichtbaar in het landschap. Railway Wood werd in de jaren 20 volgens zijn oorspronkelijke vorm herbebost.
De begraafplaats werd opgenomen in de Inventaris van het Wereldoorlogerfgoed.